# Zdzisław Maszkiewicz
Zdzisław Maszkiewicz (ur. 28 listopada 1950 w Garwolinie) – polski działacz związkowy, senator IV kadencji.

## Życiorys
Ukończył w 1973 Pomaturalne Studium Zawodowe w Dęblinie. Z zawodu jest technikiem elektronikiem. Od 1969 do 1990 pracował kolejno w Lotniczych Zakładach Remontowych w Dęblinie, Zakładach Tworzyw Sztucznych i Zakładzie Doświadczalnym „Chemimetal” w Pionkach. Od 1980 działa w „Solidarności”. W latach 1992–1995 był wiceprzewodniczącym zarządu Regionu Ziemia Radomska związku. W 1995 został przewodniczącym tego regionu, regularnie wybierany na kolejne kadencje.
Był także senatorem IV kadencji z ramienia Akcji Wyborczej Solidarność z województwa radomskiego. W 2001 i 2005 bez powodzenia ubiegał się o ponowny wybór na tę funkcję.

## Odznaczenia
- Krzyż Kawalerski Orderu Odrodzenia Polski (2016)[1]
- Krzyż Wolności i Solidarności (2017)[2]
- Złoty Krzyż Zasługi (2006)[3]